# Villa Juárez, Sonora
Villa Juarez är en ort i Mexiko.   Den ligger i kommunen Benito Juárez och delstaten Sonora, i den västra delen av landet, 1 400 km nordväst om huvudstaden Mexico City. Villa Juarez ligger 18 meter över havet och antalet invånare är 14 680.
Terrängen runt Villa Juarez är mycket platt. Runt Villa Juarez är det ganska glesbefolkat, med 34 invånare per kvadratkilometer. Villa Juarez är det största samhället i trakten. Trakten runt Villa Juarez består till största delen av jordbruksmark.